# Давіташвілі Георгій Михайлович
Гео́ргій Миха́йлович Давіташві́лі (груз. გიორგი დავითაშვილი; 15 (27) лютого 1893, Баку — 4 липня 1966, Тбілісі) — грузинський актор театру та кіно.

## Біографія
У 1913–1915 отримував театральну освіту в школі сценічного мистецтва під керівництвом А. П. Петровського у Петербурзі.
Протягом 1915 — 1920 рр.. виступав в театрах Таганрога, Владикавказа, Баку, Батумі та інших. У 1920 вступив до трупи драматичного театру в Тбілісі (нині Грузинський державний академічний театр імені Шота Руставелі).
Серед найкращих ролей в театрі:
- Фрондосо («Овече джерело» Лопе де Вега),
- Гамлет (однойменна трагедія Шекспіра),
- Крісті Мегон («Герой» Сінга),
- Франц Моор («[[Розбійники (п'єса)|Розбійники]]» Шиллера),
- фон Штубен («Розлом» Лавреньова),
- Платон Кречет (однойменна п'єса Корнійчука),
- Богдан Хмельницький (однойменна п'єса Корнійчука),
- Годунов («Великий государ» Соловйова),
- Захар Бардін («Вороги» Горького).

Знімався в кінофільмах.

## Звання та нагороди
- Народний артист Грузинської РСР (1934),
- Сталінська премія (1946),
- Орден Леніна.

## Фільмографія
- 1957 — Доля жінки
- 1957 — Отарова вдова — епізод
- 1956 — Наш двір — епізод
- 1946 — Давид Гурамішвілі — Саба Сулхан Орбеліані
- 1942 — Георгій Саакадзе — католікос Грузинської православної церкви
- 1942 — Невловимий Ян — професор
- 1926 — Княжна Мері — Грушницький
- 1926 — Діна Дза-дзу
- 1922 — Сурамська фортеця — син князя
- 1922 — Вигнанець — Онисе
- 1921 — Арсен Джорджіашвілі